# Relaciones Italia-México
Las naciones de Italia y México establecieron por primera vez relaciones diplomáticas en 1874 tras la unificación de Italia. Las dos naciones estuvieron dos veces en lados opuestos de los conflictos del siglo XX: primero durante la Guerra Civil Española de 1936 a 1939, y luego durante la Segunda Guerra Mundial de 1942 a 1945. México restableció relaciones diplomáticas con Italia en 1946 y las relaciones se han continuado sin cesar desde entonces.
Ambas países son miembros del G20, las Naciones Unidas y la Organización para la Cooperación y el Desarrollo Económicos.

## Relaciones diplomáticas
El primer contacto entre Italia y México fue en 1869, al finalizar la Unificación italiana en 1870; cuando Italia dio a conocer que tenía deseos de abrir un consulado en México. Se abrió la legación de Italia en México en diciembre de 1872, sin embargo, las relaciones diplomáticas entre los dos países no fue establecida hasta el 15 de diciembre de 1874. En 1875, México abrió una legación diplomática en Roma. Los primeros inmigrantes italianos llegaron a México empezando en 1857 con más migrantes llegando en la década de 1880. Muchos de los inmigrantes establecieron varias ciudades de habla italiana en el país.
Durante la Primera Guerra Mundial, México se mantuvo neutral ante la situación ya que en ese momento el país tenía su propia revolución y México cerro su legación diplomática en Roma; sin embargo, México volvió a re-abrir su legación diplomática en 1918. En 1922 la cancillería se mudó al edificio actual en Roma.
En la década de 1930 las relaciones diplomáticas entre ambas naciones se vieron deterioradas mientras el primer ministro Benito Mussolini invadió y anexó a su territorio a Abisinia (actualmente Etiopía) durante la segunda guerra ítalo-etíope entre 1935-1936. México fue uno de los pocos países que se opuso a la invasión de Abisinia por parte de las fuerzas militares italianas.
Durante la Guerra civil española (1936-1939), Italia y México apoyaron a los lados opuestos del conflicto, con México apoyando al Bando republicano e Italia apoyando al Bando nacional. Esto puso a dos países uno contra el otro, colocando una interacción en gran medida negativa entre los dos.
El 22 de mayo de 1942, México declaró la guerra a los miembros del eje debido al ataque marítimo que hubo hacia dos tanques mexicanos de petróleo en el golfo de México ese mismo año. Las relaciones diplomáticas fueron restablecidas entre las dos naciones el 1 de junio de 1946. Italia y México firmaron un Tratado de Paz el 10 de febrero de 1947.
En 1974, el presidente Luis Echeverría Álvarez se convirtió en el primer jefe de Estado mexicano en visitar Italia. En 1981, el presidente Sandro Pertini se convirtió en el primer jefe de Estado italiano en visitar México. Desde las visitas iniciales, ha habido numerosas visitas entre líderes de ambas naciones.
El 17 de octubre de 2017, se llevó a cabo en la ciudad de Roma, la V Reunión de la Comisión Binacional México-Italia, encabezada por el secretario de Relaciones Exteriores, Luis Videgaray y el ministro de Asuntos Exteriores y de la Cooperación Internacional de Italia, Angelino Alfano.
En 2024, ambas naciones celebrarán 150 años de relaciones diplomáticas.

## Visitas de alto nivel

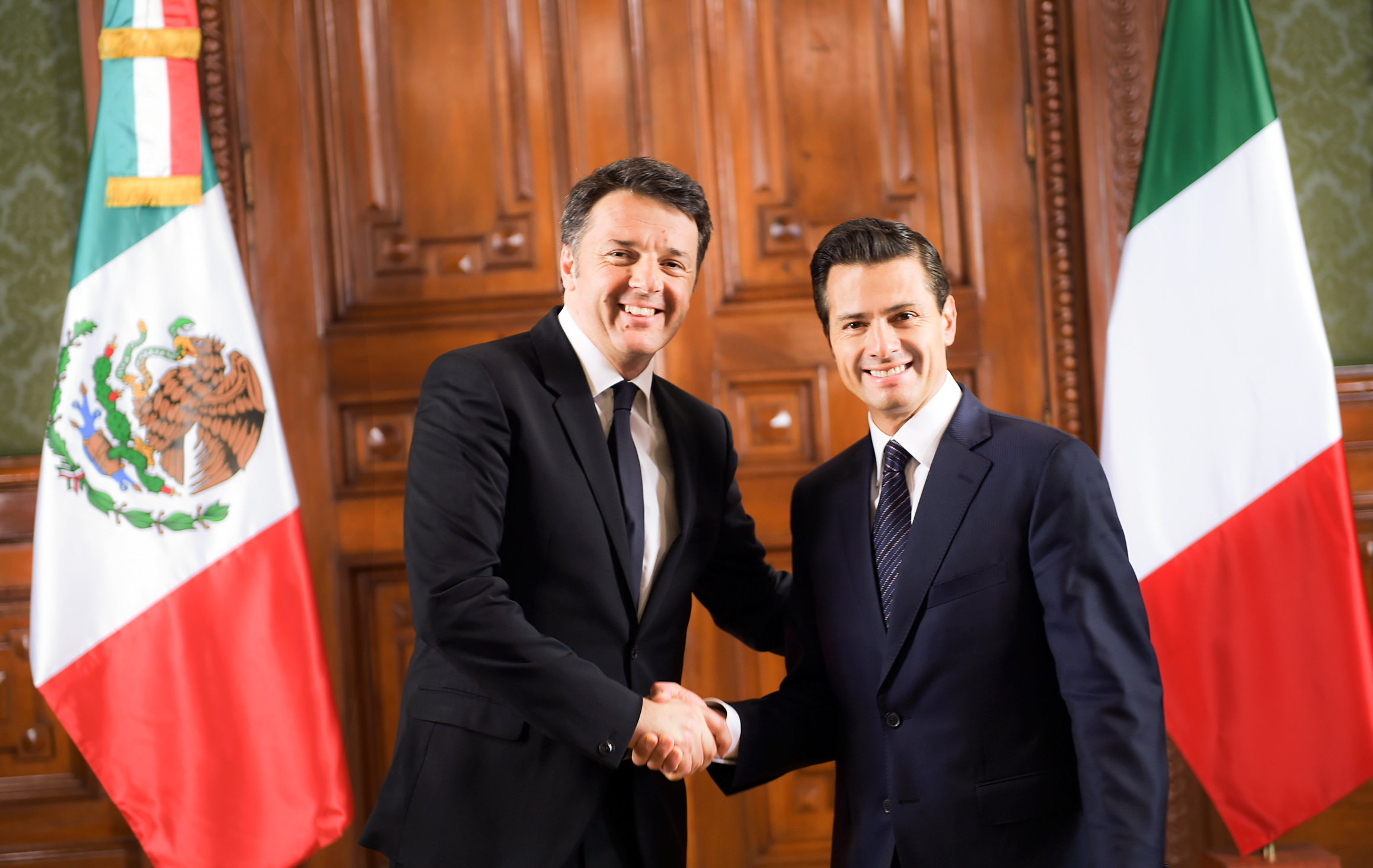
El presidente mexicano Enrique Peña Nieto junto con el Primer ministro italiano Matteo Renzi; 2016.

Visitas de alto nivel de Italia a México
- Presidente Sandro Pertini (1981)
- Primer ministro Giulio Andreotti (1990)
- Presidente Oscar Luigi Scalfaro (1996)
- Primer ministro Silvio Berlusconi (2002)
- Primer ministro Mario Monti (2012)
- Primer ministro Enrico Letta (2014)
- Primer ministro Matteo Renzi (2016)
- Presidente Sergio Mattarella (2016)

Visitas de alto nivel de México a Italia
- Presidente Luis Echeverría Álvarez (1974)
- Presidente Carlos Salinas de Gortari (1991)
- Presidente Ernesto Zedillo (1996)
- Presidente Vicente Fox (enero y octubre de 2001, 2005)
- Presidente Felipe Calderón (2007, 2009, 2011)
- Presidente Enrique Peña Nieto (2013, 2014, 2015)

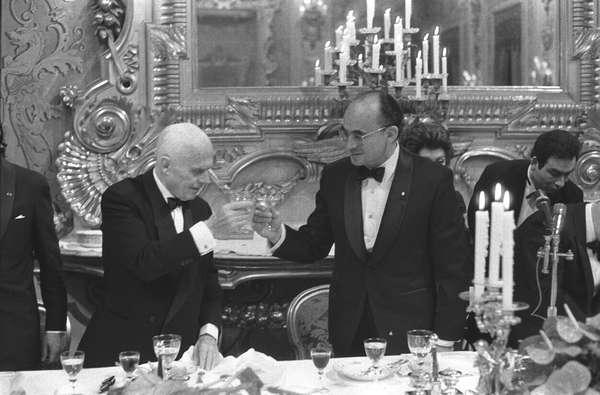
El presidente Sandro Pertini junto con el presidente Luis Echeverría en Roma; febrero de 1974.
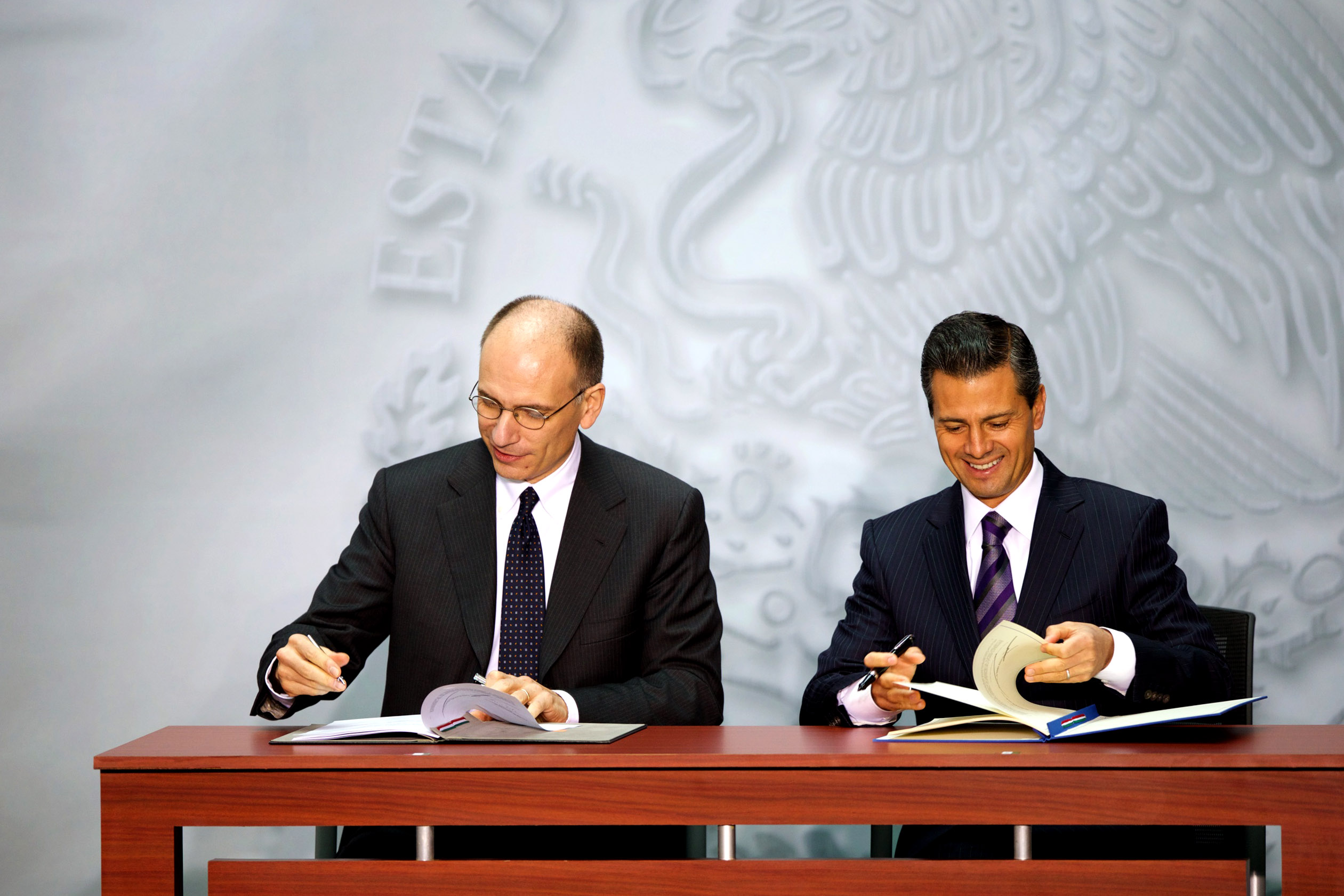
El Primer ministro Enrico Letta y el presidente Enrique Peña Nieto en la Ciudad de México; 2014.
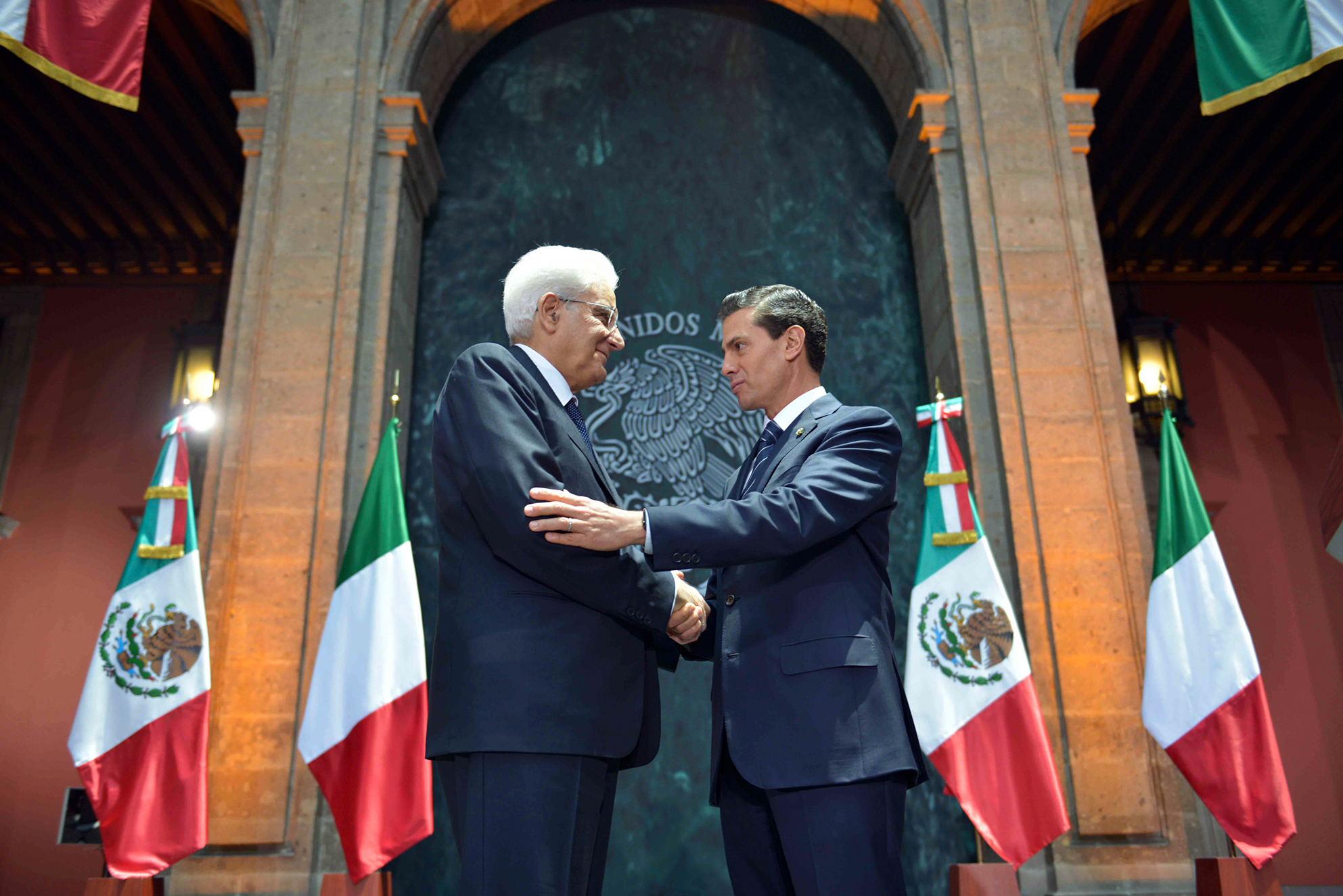
El presidente Sergio Mattarella con el presidente Enrique Peña Nieto en la Ciudad de México; 2016.

## Acuerdos bilaterales
Ambas naciones han firmado numerosos acuerdos bilaterales como el Tratado de Arbitraje Obligatorio General (1907); Acuerdo en el reconocimiento de matrimonios consulares celebrados y administrados en ambas misiones diplomáticas de las naciones (1910); Acuerdo de Intercambios Culturales (1965); Acuerdo sobre transporte aéreo (1965); Acuerdo de Cooperación Técnica (1981); Acuerdo evitar la Doble Imposición en materia de Impuestos sobre la Renta y Prevenir la Evasión Fiscal (1991); Acuerdo de Cooperación en la lucha contra el uso indebido y el Tráfico Ilícito de Estupefacientes y Sustancias Psicotrópicas (1991); Acuerdo de Cooperación Turística (1993); Acuerdo Marco de Cooperación (1994); Acuerdo de Cooperación Científica y Tecnológica (1997); Acuerdo en la Promoción y Protección Recíproca de Inversiones (1999); Acuerdo de Cooperación para Combatir la Delincuencia Organizada (2001); Acuerdo sobre asistencia administrativa mutua en materia aduanera (2011); Tratado de Extradición (2011); Tratado de Asistencia en Asuntos Jurídicos Penales (2011) y un Acuerdo sobre Coproducción Cinematográfica (2017).

## Transporte
Hay vuelos directos entre Italia y México con aerolíneas Aeroméxico y Neos.

## Cooperación cultural

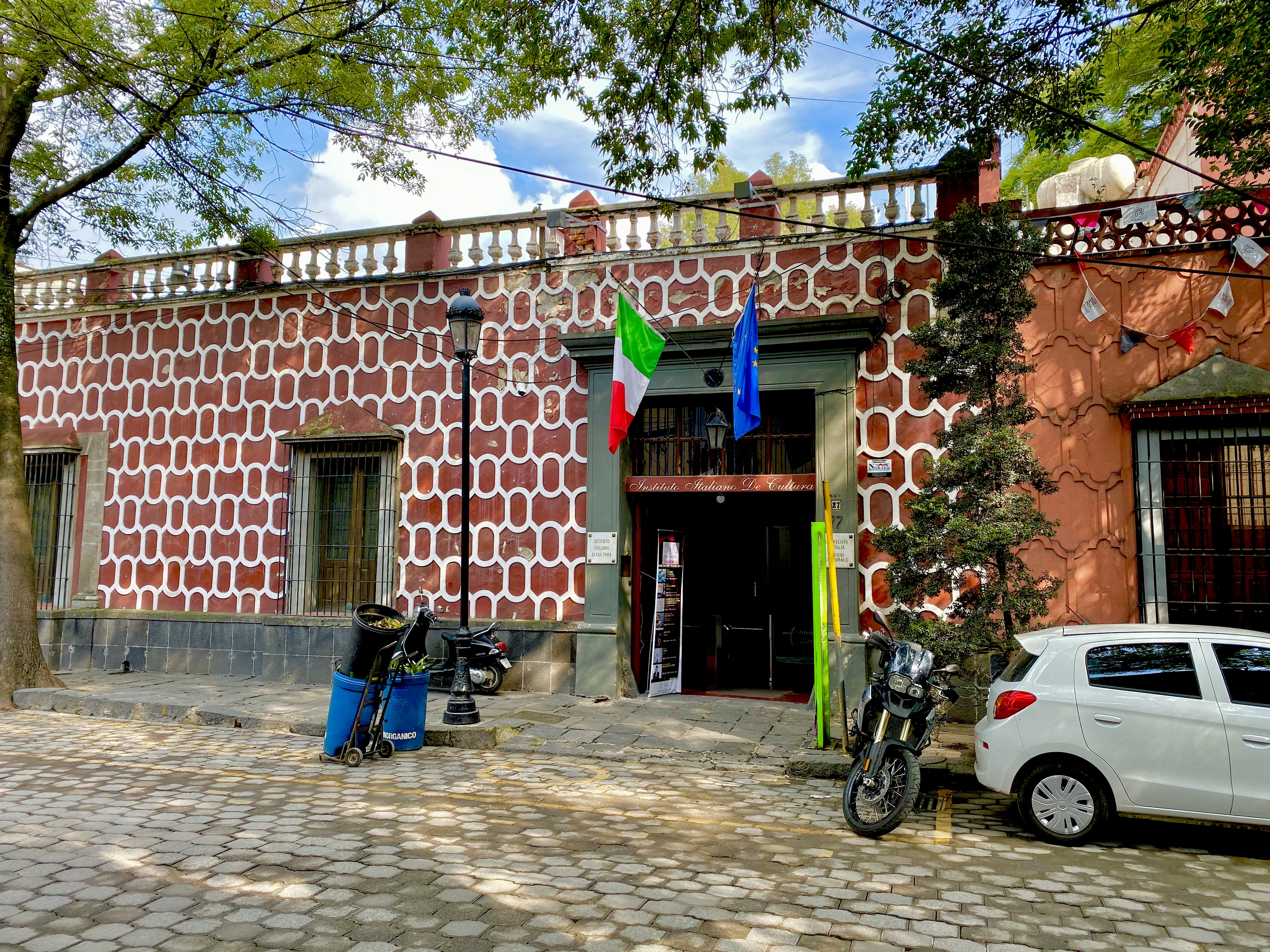
Istituto Italiano di Cultura en la Ciudad de México

En la capital mexicana se encuentra el Istituto Italiano di Cultura. Es una oficina de la embajada de Italia y su principal objetivo es la promoción y difusión de la lengua y la cultura italiana. Más de 30,000 estudiantes mexicanos asisten a los cursos ofrecidos por el Istituto y por la institución cultural Sociedad Dante Alighieri y por escuelas y universidades mexicanas.
Además de impartir cursos de lengua y cultura italiana (literatura, arte, teatro y cine), el Instituto organiza festivales, conciertos, exposiciones de arte, conferencias, espectáculos de teatro y danza. Además, el Instituto fomenta la participación de artistas italianos en eventos locales y trata de implementar relaciones entre universidades y escuelas mexicanas e italianas.

## Comercio
En 1997, México firmó un Acuerdo de libre comercio con la Unión Europea (lo cual también incluye a Italia). En 2023, el comercio bilateral entre ambas naciones ascendió a $8.5 mil millones de dólares. Las principales exportaciones de Italia a México incluyen: productos farmacéuticos; reactores nucleares; calderas; máquinas, aparatos y artefactos mecánicos; y metales preciosos, incluso revestidos o chapados de metal precioso. Las principales exportaciones de México a Italia incluyen: vehículos; aceites crudos de petróleo; minerales de plomo y sus concentrados; y politereftalato de etileno. México es el segundo mayor socio comercial de Italia en América Latina (después de Brasil). 
Más de mil compañías multinacionales italianas como Alfa Romeo, Enel Green Power, Eni, Fiat y Pirelli (entre otras) operan en México. Empresas multinacionales mexicanas como Avntk, Grupo Bimbo, Gruma y Orbia (entre otros) operan en Italia.

## Misiones diplomáticas residentes
- Italia tiene una embajada en la Ciudad de México[12]
- México tiene una embajada en Roma[13] y un consulado-general en Milán.[14]

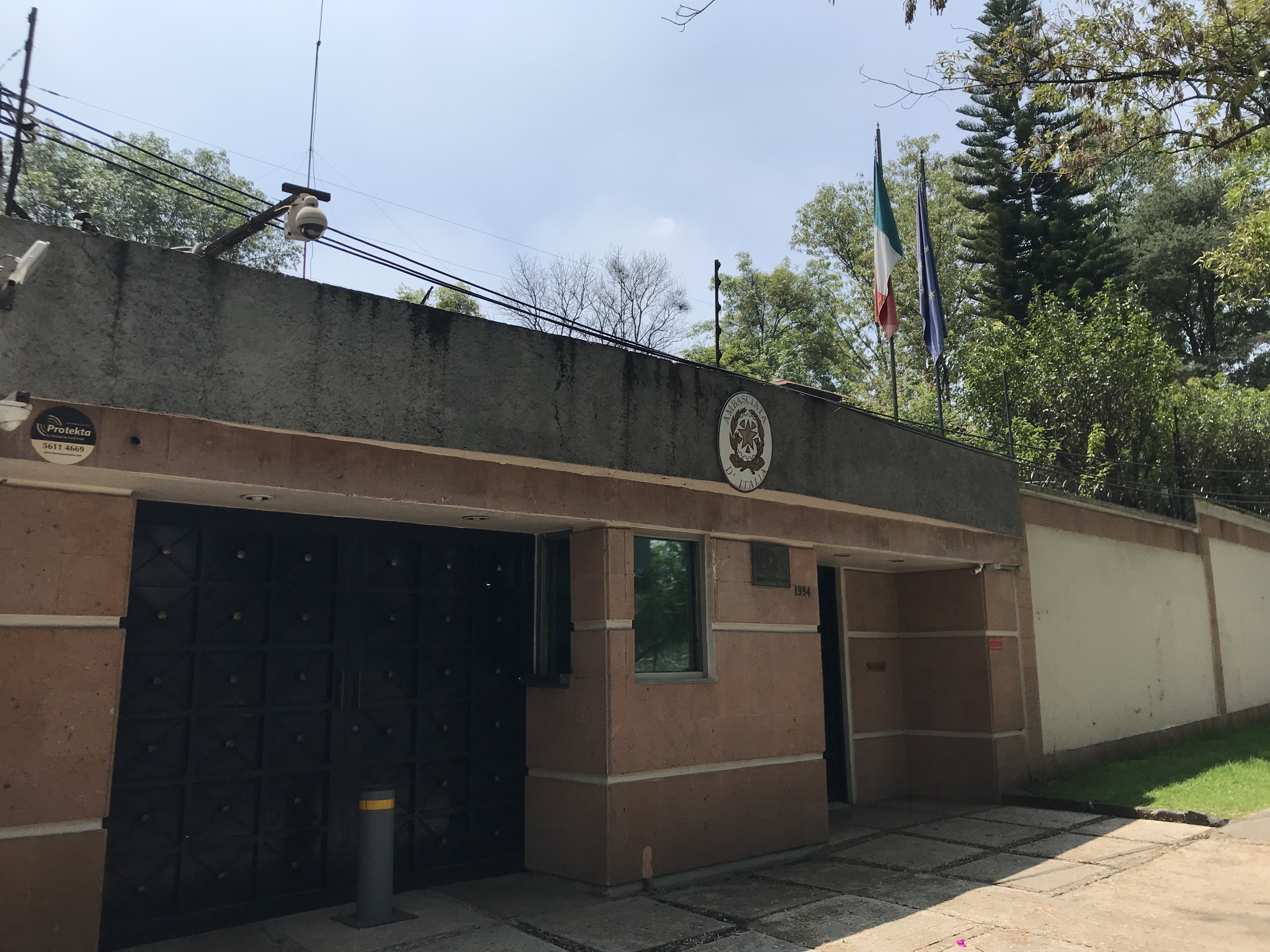
Embajada de Italia en la Ciudad de México
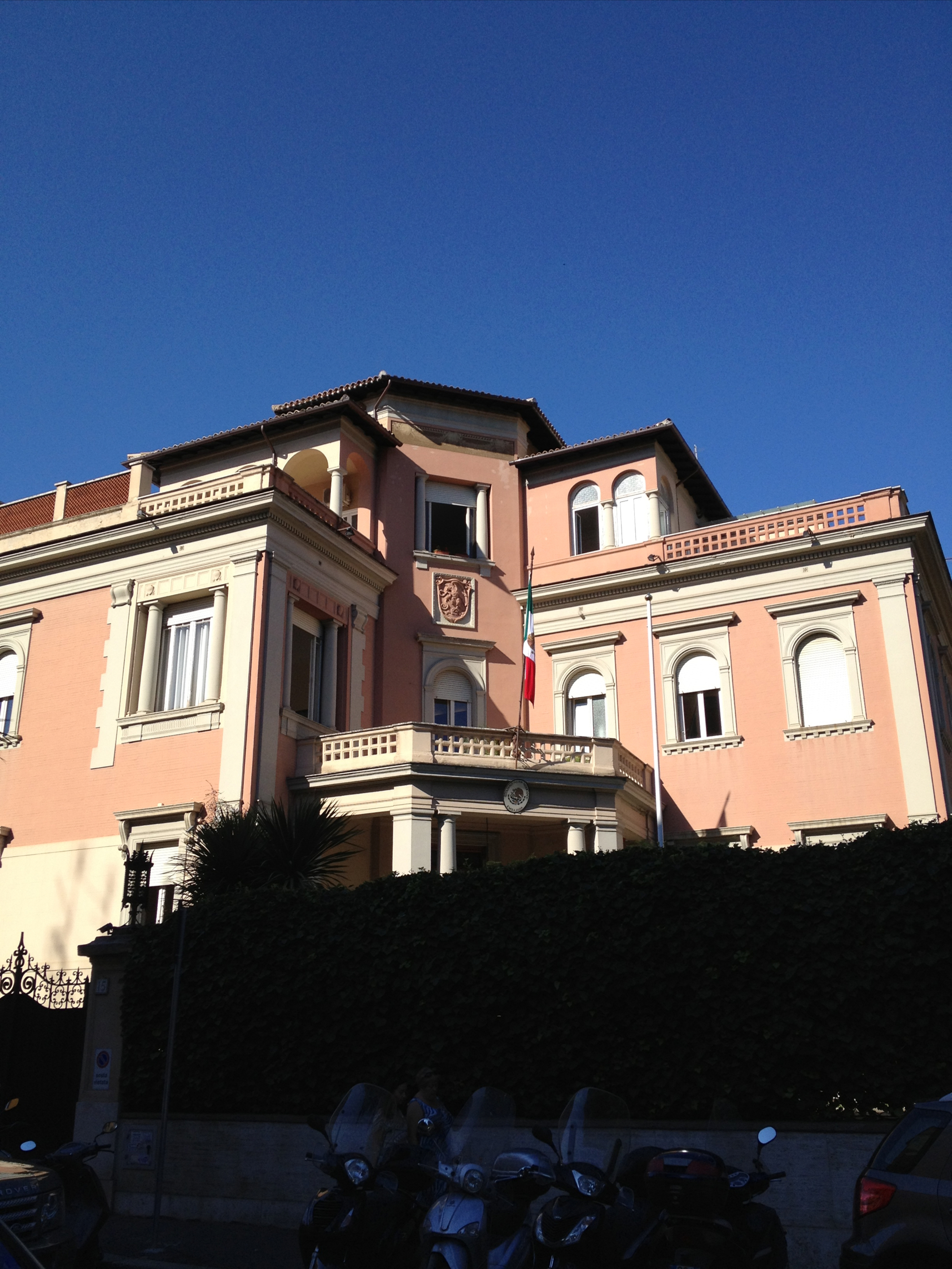
Embajada de México en Roma
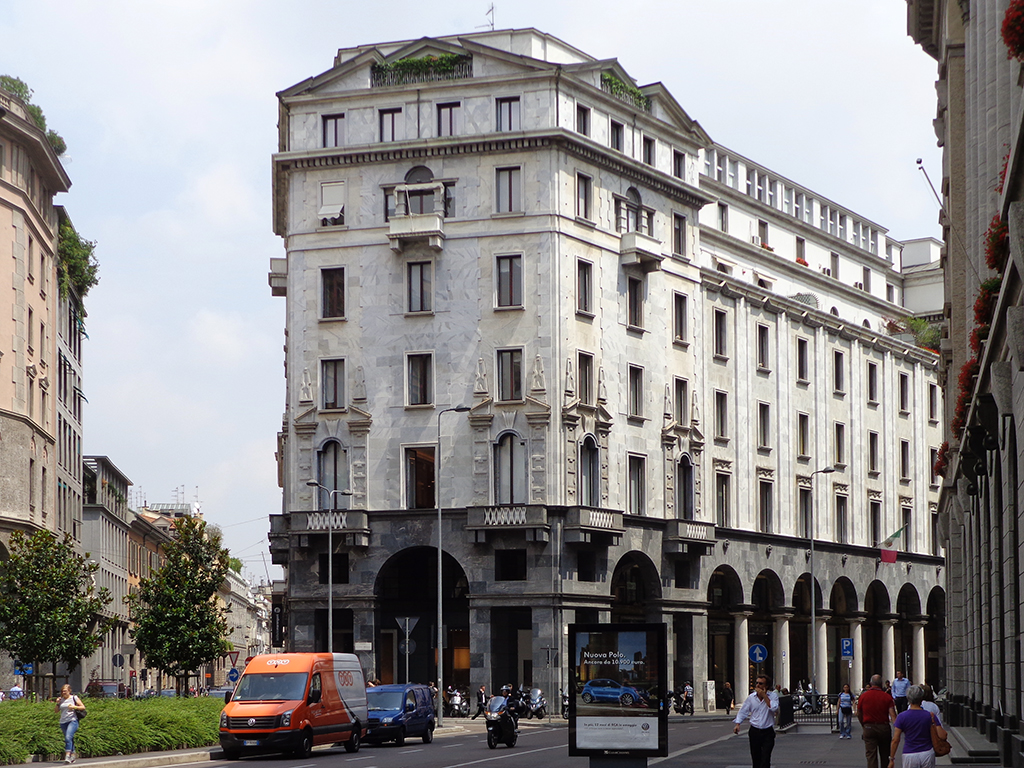
Consulado-General de México en Milan